# Кулішівка
Куліші́вка також правопис Куліша чи система Куліша — український фонетичний правопис винайдений та застосований Пантелеймоном Кулішем наприкінці 1850-х років.
Всі подальші українські правописи базуються саме на правописі Куліша. У 1923 році у своїй передмові до 5-го видання Українського правописного словничка його редактор та один з авторів харківського правопису 1928 року Григорій Голоскевич зазначав що правопис яким він користується — це в загальних рисах той самий правопис Куліша, який було створено ще у 1850-х.

## Загальний опис
Цей правопис був застосований Кулішем у «Записках о Южной Руси» (т. 1, 1856) та в «Граматці» (1857), а потім використаний у журналі «Основа», який видавали у 1861–1862 роках у Петербурзі Василь Білозерський, Микола Костомаров і П. Куліш.

## Особливості
Згідно з цією орфографічною системою:
- Послідовно вживалася літера і на означення звука [і] з давнього ѣ (літо, сіно), на місці давніх о, є у новозакритих складах (стілъ, жінка, пічь) і на місці йотованого і (Вкраіна, моіх, тихоі). На початку слова нейотований голосний передавався літерою и (индик, им'я, Иван).
- Усувалася з абетки літера ы, а замість неї та на позначення звука [и] писалася літера и (синь, лисиця).
- У ролі апострофа в середині слів, та в кінці слів після приголосних виступала ъ (пъять, розвъязав, вітеръ, сміхъ).
- Звук [е] послідовно передавався літерою e (друже, сестра). Літера є вживалася лише після м'яких приголосних в іменниках с. р. (весіллє, третє, щастє), а після голосних — літера e без відзначення на письмі йотації звука [є] (гуляе, думаешь), хоч літера є в попередніх правописах уже була. Нейотований звук [е] на початку слів та після голосних передавався літерою э (Эзоп, поэт).
- Відновлено літеру ё для сполучень йо, ьо (ёму, слёзою, тёхнув, народнёго), які відомі в давнішій орфографічній практиці.
- Вибуховий ґ передавала латинська літера g (дзиga, gуля).
- Зберігалась літера ѳ у давніх запозиченнях із грецької (у Коринѳі).[2]

У правописі приголосних на стиках морфем П. Куліш намагався послідовно запровадити фонетичний принцип, наслідуючи в цьому частково О. Павловського, П. Гулака-Артемовського та ін. Дієслівне сполучення -ться писалися через -тьця і -тця (вертаютьця, всміхнетця), а -шся — через -шся і -сся (одібьешся, вітаєсся). Паралельно вживалися префікси рос- і роз- (роскажуть, розчервонітися).
На думку українсько-американського дослідника Кулішової мови Андрія Даниленка, вплив «кулішівки» на сучасний український правопис був мінімальний.

## Зміни
Деякі особливості кулішівки значною мірою усунено в правописі «Південно-Західного відділу Російського географічного товариства» (1873), співавторами якого були Павло Житецький та Костянтин Михальчук. З їхньої ініціативи до кулішівки  внесено такі зміни:
- йотований звук [і] вперше став позначатися літерою ї, а йотований [е] — літерою є
- в кінці слова перестав вживатися ъ
- вибуховий ґ передавала не латинська літера g, а буквосполучення кг.

В Російській імперії кулішівку вживали до Емського акту 1876 року. Натомість запроваджено правопис, що «не одступав би од російської вимови букв».[джерело?] Цей правопис дістав назву «єрижка» (від запровадженої в ньому букви ы — єри), згодом його назвали «ярижкою». Цю зміну в назві пояснював Кримський: «…слово „ярижка“ мало б визначати щось чиновницьке, казенне, силоміццю накинене».
У 1890-х желехівку, котру розроблено за схожим принципом (але вона спиралася на місцеві особливості мовлення), заведено в школах Галичини. Натомість у Великій Україні після втрати чинності Емського указу в 1905–1914 роках стали послуговуватися грінчевичівкою, що була трохи зміненою желехівкою, зокрема в «Словарі української мови» за редакцією Б. Грінченка.